# Гилцем
Гилцем (њем. Gilzem) општина је у њемачкој савезној држави Рајна-Палатинат. Једно је од 235 општинских средишта округа Ајфелкрајс Битбург-Прим. Према процјени из 2010. у општини је живјело 428 становника. Посједује регионалну шифру (AGS) 7232225.

## Географски и демографски подаци
Гилцем се налази у савезној држави Рајна-Палатинат у округу Ајфелкрајс Битбург-Прим. Општина се налази на надморској висини од 320–410 метара. Површина општине износи 5,0 km². У самом мјесту је, према процјени из 2010. године, живјело 428 становника. Просјечна густина становништва износи 86 становника/km².